# William Henry Presser
William Henry Presser (Saginaw (Michigan), 19 april 1916 – Lafayette (Louisiana), 20 augustus 2004) was een Amerikaans componist, muziekpedagoog, dirigent en violist.

## Levensloop
Presser ging op het "Saginaw Freshman College" en behaalde zijn Bachelor of Arts in 1938 aan het Alma College, Michigan. Later studeerde hij aan de Universiteit van Michigan in Ann Arbor, waar hij in 1940 zijn Master of Music als violist behaalde. Zijn docenten waren onder anderen Thor Johnson, Herman Genhart, Guy Fraser Harrison, Pierre Monteux (orkestdirectie) en Percival Price (compositie).
Korte tijd doceerde hij aan het "Buena Vista College" in Iowa, maar hij werd in de zomer 1942 docent aan de Eastman School of Music in Rochester (New York). In 1943 werden zijn werkzaamheden onderbroken, omdat hij ingelijfd werd bij het leger en bij de militaire politie kwam. Na de Tweede Wereldoorlog kwam hij terug naar de Eastman School of Music en begon ook viool en altviool en het Rochester Philharmonie Orchestra te spelen. Tijdens zijn twee jaar lidmaatschap speelde hij onder gastdirigenten zoals Fritz Reiner, Dimitri Mitropoulos, Sir Thomas Beecham, Artur Rodzinski, André Kostelanetz, Leonard Bernstein en Igor Stravinski.
In 1947 promoveerde hij tot Ph.D. (Philosophiæ Doctor) in muziektheorie met de proefschrift The fugue before Bach.
Hij zette zijn docentencarrière voort aan het "Florida State College for Women" in Tallahassee. Aldaar werd hij bekend met de fagottiste Vera Geraldine Farnsworth. Zij huwden op 25 december 1950, nadat hij intussen docent was aan het "Florence State Teachers College" nu: Universiteit van North Alabama in Florence (Alabama). Hij doceerde en speelde aan de West Texas A&M University in Canyon (Texas), in San Francisco en in Hattiesburg. In 1953 werd hij docent voor muziektheorie en orkestratie aan het "Mississippi Southern College", nu: Universiteit van Southern Mississippi (USM). In deze functie verbleef hij tot 1981, toen hij met pensioen ging. Aan de Universiteit van Southern Mississippi was hij eveneens zeven jaar dirigent van de symfonieorkesten.
Hij was ook huiscomponist aan de Appalachian State University in Boone (North Carolina) en gast-componist aan de Indiana University in Bloomington (Indiana), de Winona State University in Winona (Minnesota) en aan de Tufts-universiteit in Medford (Massachusetts) en Somerville (Massachusetts). Hij doceerde ook aan het National Music Camp, Interlochen.
In 1961 richtte hij Tritone Press & Tenuto Publications op, om de Amerikaanse componisten te promoten. Hier werden meer dan 350 werken van meer dan 50 Amerikaanse componisten gepubliceerd.
Tijdens zijn studie aan Universiteit van Michigan in Ann Arbor begon hij in 1939 te studeren. Als compositie mentor had hij Gardner Read, Bernard Rogers, Burrill Phillips en Roy Harris, waarbij de laatstgenoemde hem het meeste beïnvloede. Als componist kreeg hij vele prijzen zoals de American Society of Composers and Publishers-(ASCAP)-Award, de Composers Press Publication Award, de Culver Military Academy Award, de Leblanc Corporation Award, de Rochester Religious Arts Festival Award en de Syracuse University Festival of Arts Award. Van zijn werken werden rond 130 gepubliceerd.

## Composities

### Werken voor orkest
- 1964 Rondo, voor trombone en strijkers
- 1971 Chorale fantasy, voor orkest
- 1986 Tetrachordia, voor strijkorkest
- Concerto, voor tuba en strijkorkest
- Prelude to a Summer's dawn, voor orkest
- Symfonie nr. 1, voor orkest

### Werken voor harmonieorkest
- 1961 The Devil's Footprints
- 1970 Capriccio, voor tuba en harmonieorkest
- 1971 Symfonie nr. 2, voor harmonieorkest
- 1975 Fantasy on an American Hymn
- 1975 Three Verses from Genesis

### Werken voor koor
- 1964 Psalm 146, voor gemengd koor
- The Magnolia Tree, voor gemengd koor en piano

### Vocale muziek
- 1964 Songs of death, voor mezzosopraan en strijkkwartet of strijkorkest
- Five rural songs, voor bariton, klarinet en cello
- Four Herrick Songs, voor sopraan, hoorn en piano
- Praise ye the Lord, voor sopraan, hoorn en piano
- Seven Secular Songs, voor bas en piano
- Six songs of autumn, voor bariton en altviool
- Three songs of love and woe, voor mezzosopraan en strijkorkest

### Kamermuziek
- 1959 Three American Folk Songs, voor 2 hoorns en piano
- 1961 Rhapsody on a peaceful theme, voor viool, hoorn en piano
- 1962 Fantasy, voor klarinet en piano
- 1962 Suite, voor drie trompetten
- 1962 Sonatina, voor trombone, bariton of fagot en piano
- 1963 Fantasy on the hymn tune "The Mouldering vine", voor hoorn en piano
- 1977 Fagottrio
- 1978 Zeven hoorn duetten
- 1980 Fourth brass quintet (4e koperkwintet)
- 1980 Sonatina, voor tenorsaxofoon en piano
- 1982 Flute octet
- 1984 Five duets, voor trompet en hoorn
- 1986 Five duets, voor trompet en trombone
- 1986 Five duets, voor trompet en tuba
- 1986 Five hag pieces, voor eufonium en tuba
- 1987 Five duets, voor dwarsfluit en klarinet
- 1987 Four grounds, voor hobo of sopraansaxofoon, hoorn en pauken
- 1987 Partita, voor orgel en koperkwintet
- 1988 Five duets, voor trombone en tuba
- 1988 Flute quintet
- 1988 Kwintet, voor vier hoorns en tuba
- 1991 Five inventions, voor klarinet en tuba
- Arietta, voor altklarinet en piano
- Baroque Suite, voor vier fagotten
- Blaaskwintet
- Canzona and Capriccio, voor 3 trombones
- Chaconne and March, voor 4 trombones
- Divertimento, voor 2 bariton en 3 tuba's
- Elegy and Caprice, voor hoorn en piano
- Fantasy on "Kedron", voor cello en piano
- Four Fanfares, voor koperkwintet en pauken
- Green Lake Sketches, voor hoorn en fagot
- Jorepi, voor klarinet, trombone en piano
- Minuet, Sarabande, and Gavotte, voor blaaskwintet
- Nocturne, voor drie klarinetten en basklarinet
- Passacaglia, voor altfluit en piano
- Passarumbia, voor althobo en piano
- Prelude and Dance, voor dwarsfluit en piano
- Prelude and Rondo, voor altviool en piano
- Research, voor groot koperensemble
- Rhapsody, voor tenorsaxofoon en piano
- Romance and Scherzo, voor klarinet, altviool en piano
- Rondo, voor piccolo en piano
- Saxofoonkwartet, voor sopraan-, alt-, tenor- en baritonsaxofoon
- Second Brass Quintet (2e koperkwintet)
- Second Sonatina, voor trombone en piano
- Second Suite, voor koperkwartet
- Serenade, voor vier tuba's
- Sonatina, voor contrabas en piano
- Sonatina, voor dwarsfluit en piano
- Song and March, voor vier dwarsfluiten
- Suite, voor 3 dwarsfluiten
- Suite, voor zes tuba's
- Suite, voor fagot en piano
- Tarantella, voor altsaxofoon en piano
- Third Brass Quintet
- Three duets, voor trompet en contrabas
- Twelve duets, voor viool en altviool

### Werken voor orgel
- Four preludes

### Werken voor piano
- 1983 Set of three

### Werken voor slagwerk
- 1979 Two postludes, voor twee marimba en pauken